# El día de la paloma (Star Trek: La serie original)
El día de la paloma es el séptimo episodio de la tercera temporada de Star Trek: La serie original, fue transmitido por primera vez el 1 de noviembre de 1968 y repetido el 17 de junio de 1969. Fue el episodio número 62 en ser transmitido y el número 66 en ser producido, fue escrito por Jerome Bixby y dirigido por Marvin Chomsky.
En la versión Bluray el título de este episodio en el audio en español es dado como Día de la paz.
Resumen: Un poder extraterrestre obliga a la tripulación de la nave estelar USS Enterprise a enfrentar un brutal conflicto con los klingons.

## Trama
En la fecha estelar 5630.3, la USS Enterprise recibe una llamada de auxilio proveniente de una colonia humana en el planeta Beta XII-A. Aparentemente la colonia está bajo ataque por parte de una nave de origen desconocido. Al llegar, el Enterprise no encuentra signos de la nave enemiga. El capitán Kirk se teletransporta a la superficie del planeta junto con una partida de desembarco para investigar pero ni siquiera encuentran evidencia de que allí hubiera existido alguna vez un asentamiento humano.
De regreso en el espacio, el Enterprise se pone en alerta cuando una nave klingon aparece súbitamente y se pone en órbita junto a ellos. Sin embargo, la tripulación ve cómo una serie de extrañas explosiones ocurren en la nave klingon y cómo esta queda a la deriva. La tripulación klingon sobreviviente, liderada por su capitán, el comandante Kang, se teletransporta a la superficie del planeta donde rápidamente capturan a la partida de desembarco del Enterprise.
Kang niega que haya atacado a ninguna colonia humana pero asegura que su nave fue atacada sin provocación por el Enterprise, y pide que Kirk rinda su nave. Repentinamente Chekov acusa a los klingon de asesinar a su hermano, Piotr, sin embargo Kang toma esto como una oportunidad de chantajear a Kirk, así él comienza a torturar a Chekov hasta que Kirk se rinde. Kirk pretende someterse y se rinde rápidamente, sin embargo, logra activar una alerta de seguridad y avisar a Spock en el puente justo antes de ser teletransportados. Cuando el grupo de Kirk, junto con sus captores, regresa al Enterprise, Kang y su tripulación son retenidos en el rayo teletransportador, siendo rematerializados posteriormente para encontrarse rodeados por una fuerza de seguridad. Los klingon se rinden.
Sin ser detectado por la tripulación del Enterprise, un extraño remolino de energía se desliza a bordo del Enterprise. La entidad se conecta al ordenador principal de la nave, y repentinamente el Enterprise salta a warp y a máxima velocidad dirigiéndose al borde de la galaxia. El temor y la ansiedad se apoderan de los tripulantes de la nave a medida que esta avanza fuera de control. Las mamparas de seguridad comienzan a cerrarse a través de toda la nave aislando a Kirk y a algunos de sus hombres junto con los klingon.
Al mismo tiempo, un misterioso armario de armas blancas aparece a través de toda la nave y los fásers de la tripulación desaparecen, reemplazados por espadas y cuchillos. Ahora tanto la tripulación del Enterprise como los klingon están armados con armas primitivas, lo que produce feroces combates cuerpo a cuerpo entre ellos. Kirk logra abrirse paso hasta el puente donde Spock le informa que ha detectado una presencia alienígena que parece haber tomado control de la nave. Spock comienza a trabajar en una forma de liberarse de ella.
Mientras tanto, los klingon han tomado el control de ingeniería y han comenzado a apagar el soporte vital del resto de la nave. Sorprendentemente, sus intentos fracasan y el soporte vital es restaurado completamente por sí mismo. De hecho, varios tripulantes gravemente heridos durante los combates tienen sus heridas rápidamente sanadas, haciendo que ambos bandos estén con fuerzas igualadas (casi toda la tripulación de la nave queda atrapada y aislada por las mamparas de seguridad, dejando solo la suficiente cantidad de personal para igualar a los klingon). Kirk y Spock concluyen que el intruso alienígena está jugando una especie de truculento juego de guerra, pero no logran entender sus motivos.
Kirk quiere que su tripulación no continúe combatiendo, pero estos se encuentran impulsados incontrolables hacia la violencia por una paranoia de temor. Kirk y Spock deciden tratar de llegar donde Kang, con la idea de alertarlo de la situación y tratar de razonar con él. Mientras, Chekov deambula por la nave buscando vengarse por el asesinato de su hermano Piotr - incluso aunque Sulu dice que Chekov es hijo único. Cuando Chekov se encuentra con una klingon mujer llamada Mara, que es la esposa de Kang y el oficial científico, él la amenaza con violarla y matarla. Mara es rescatada por Kirk y Spock que logran aturdir a Chekov.
Mara pone en duda las razones de la ayuda de Kirk. Ella le dice que escuchó que los klingon que son capturados son puestos en campos de concentración de la Federación para ser ejecutados o usados en experimentos. Kirk trata de calmarla diciéndole que tales campos no existen, y que una fuerza alienígena está detrás de todo lo que está sucediendo. A pesar de eso Mara se niega a creerle ; sin embargo, la entidad alienígena finalmente hace su aparición justo fuera de la enfermería. El ser flota por algunos momentos y luego se desvanece desapareciendo por una mampara. Spock cree que la entidad se alimenta de las emociones negativas de las personas, especialmente el temor y la ira. Sugiere que la llamada de auxilio de la colonia pudo ser falsa y que este ser arregló las condiciones para esta batalla entre la tripulación del Enterprise y los klingon para tener una conveniente fuente alimento.
Habiendo visto al alienígena por sí misma, Mara finalmente está convencida y lleva a Kirk a ver a Kang, quien permanece en poder de ingeniería. Mara trata de explicar la situación a su esposo, pero Kang no la cree y exige un duelo final a muerte con Kirk. Los dos capitanes comienzan un duelo con espadas, durante el desarrollo de este combate la entidad aparece para alimentarse de su ira.
A pesar de la presencia del ser, Kang continúa combatiendo. Kirk, sin embargo, trata de convencer a Kang diciéndole si le gustaría pasar el resto de su vida satisfaciendo a la entidad. Mara le pide a Kang que baje las armas. Este finalmente se da cuenta de que el combate no tiene sentido y acuerda una tregua. Para combatir a la entidad, los klingon y la tripulación del Enterprise comienzan a comportarse de buena manera con los otros y con emociones positivas entre sí. Esto finalmente hace que la debilitada criatura se vaya de la nave.

## Remasterización por el aniversario de los 40 años
Este episodio fue remasterizado en el año 2006 y transmitido el 5 de enero del 2008 como parte de la remasterización por el aniversario de los 40 años de la serie original. Fue precedido tres semanas antes por la versión remasterizada de El apocalipsis y seguido una semana más tarde por la versión remasterizada de ¿Quién llora por Adonis?". Además del audio y video remasterizado, y todas las animaciones de la USS Enterprise realizadas por CGI que es el estándar de todas las revisiones, los cambios específicos para este episodio son:
- La apariencia del planeta Beta XII-A fue mejorada para parecer más real y del tipo terrestre.
- Se agregaron nuevas escenas y tomas más dramáticas del crucero de batalla klingon, incluyendo el reemplazo del metraje que muestra cómo explota la nave sobre el planeta.